# Enbuskören
Enbuskören är en ö i Finland. Den ligger i Bottenviken och i kommunen Larsmo i den ekonomiska regionen  Jakobstadsregionen i landskapet Österbotten, i den nordvästra delen av landet. Ön ligger omkring 100 kilometer nordöst om Vasa och omkring 420 kilometer norr om Helsingfors.
Öns area är 12,1 hektar och dess största längd är 490 meter i sydöst-nordvästlig riktning. I omgivningarna runt Enbuskören växer i huvudsak blandskog.